# Live at the Sahara Tahoe
Live at the Sahara Tahoe è un album live del musicista statunitense Isaac Hayes, pubblicato nel 1973 da Enterprise. Sesto lavoro consecutivo di Hayes a raggiungere il primo posto tra gli album R&B, restandoci per 2 settimane consecutive nel 1973, ottiene la certificazione della RIAA come disco d'oro.
| Recensione | Giudizio |
| ---------- | -------- |
| AllMusic   | [ 1 ]    |

## Tracce
Lato A
1. Theme from Shaft – 4:43 (testo: Isaac Hayes)
2. The Come On/Light My Fire – 7:50 (testo: Hayes/Jim Morrison, Ray Manzarek, John Densmore, Robby Krieger)
3. Ike's Rap V/Never Can Say Goodbye – 8:00 (testo: Hayes/Clifton Davis)
4. Windows of the World – 7:44 (testo: Burt Bacharach, Hal David)

Lato B
1. Ellie's Love Theme – 3:18 (testo: Isaac Hayes)
2. Use Me – 5:10 (testo: Bill Withers)
3. Do Your Thing – 7:21 (testo: Hayes)
4. Theme From "The Men" – 3:27 (testo: Hayes)

Lato C
Template:Tracc
Lato D
1. Ike's Rap VI/Ain't No Sunshine – 17:05 (testo: Bill Withers)
2. Feelin' Alright – 5:32 (testo: Dave Mason)

## Classifiche settimanali
| Classifica (1973) | Posizione massima |
| ----------------- | ----------------- |
| Stati Uniti       | 14                |
| US R&B Albums     | 1                 |